# (if)
(if) — девятый полноформатный студийный альбом немецкой дарквейв-группы Diary of Dreams, вышедший 13 марта 2009 года. Клип к треку «The Wedding» стал первым крупным видеорелизом группы.
Как и на предыдущем альбоме, фотографии для буклета были сделаны Энни Бертрам, а оформлением занимался Инго Ромлин. В ограниченное издание альбома вошёл «бонусный» диск под названием G(if)t с четырьмя дополнительными песнями.

## Список композиций
| №   | Название              | Длительность |
| --- | --------------------- | ------------ |
| 1.  | «The Wedding»         | 5:47         |
| 2.  | «Requiem 4.21»        | 5:31         |
| 3.  | «Odyssey Asylum»      | 4:39         |
| 4.  | «Poison Breed»        | 4:50         |
| 5.  | «Wahn!Sinn?»          | 4:41         |
| 6.  | «The Colors of Grey»  | 6:40         |
| 7.  | «Choir Hotel»         | 6:17         |
| 8.  | «The Chain»           | 5:04         |
| 9.  | «King of Nowhere»     | 5:13         |
| 10. | «21 Grams of Nothing» | 4:04         |
| 11. | «Mind over Matter»    | 7:00         |
| 12. | «Kingdom of Greed»    | 5:18         |

### Ограниченная серия
Также альбом (if) вышел ограниченной серией бонусных дисков под названием G(if)T с четырьмя дополнительными песнями:
| №  | Название               | Длительность |
| -- | ---------------------- | ------------ |
| 1. | «Momentum»             | 5:01         |
| 2. | «Regicide»             | 4:18         |
| 3. | «The Saint»            | 5:12         |
| 4. | «Never tell the Widow» | 6:34         |

## Над альбомом работали
- Адриан Хейтс — гитара, вокал
- Gaun:A — гитара, вокал
- Торбен Вендт — клавишные
- D.N.S. — ударные

### Технический состав
- Адриан Хейтс — мастеринг
- Рэйнер Эссмэнн (англ. Rainer Assmann) — мастеринг
- Даниэль Майер (англ. Daniel Myer) — продюсер
- Флориан Сикорски (англ. Florian Sikorski) — запись вокала
- Кристиан Зиммерли (англ. Christian Zimmerli) — пре-мастеринг
- Инго Ромлинг — оформление
- Энни Бертрам — фото

## Отзывы
Обозреватель журнала Orkus Дорин Кразе поставила альбому 9 баллов из 10 возможных, отметив, что альбом кажется более личным и в большей степени основанным на историях из жизни Адриана Хейтса, чем предыдущие концептуальные альбомы группы.
Музыкальный интернет-журнал Reflections of Darkness поставил альбому 10 баллов из 10. Соавтор рецензии Дэниэла Ворндран назвала (if) одним из лучших альбомов года.